# Fenan Salčinović
Fenan Salčinović (sinh 26 tháng 6 năm 1987) là một cầu thủ bóng đá Bosnia và Herzegovina thi đấu cho NK Čelik Zenica ở Bosnia và Herzegovina. Anh ra sân một lần cho Bosnia và Herzegovina, trong trận đấu trước Nhật Bản, ngày 30 tháng 1 năm 2008.

## Sự nghiệp
Ngày 5 tháng 9 năm 2012, Salčinović ký hợp đồng cho FK Olimpic. Tuy nhiên Olimpic không thể trả lương cho anh, nên anh bị giải phóng khỏi hợp đồng vào tháng 1. Ngày 12 tháng 3 năm 2013, Salčinović trở về Sandefjord.
Vào tháng 2 năm 2014, Salčinović ký hợp đồng để trở về quê nhà chơi cho NK Čelik Zenica.